# Бјеловарско-билогорска жупанија
Бјеловарско-билогорска жупанија се налази је на северозападу Републике Хрватске. У економском погледу ова жупанија је најјача пољопривредна жупанија у Хрватској.  Према прелиминарним резултатима пописа из 2021. у жупанији је живело 102.295 становника.

## Становништво
Према попису из 2011. у жупанији је живело 119.764 становника.
| Попис 2011.‍           | Попис 2011.‍           | Попис 2011.‍ | Попис 2011.‍ | Попис 2011.‍ |
| --------------------- | --------------------- | ----------- | ----------- | ----------- |
|                       |                       |             |             |             |
| Хрвати                | Хрвати                |             | 101.582     | 84,82%      |
| Срби                  | Срби                  |             | 7.552       | 6,31%       |
| Албанци               | Албанци               |             | 743         | 0,62%       |
| Аустријанци           | Аустријанци           |             | 3           | 0,00%       |
| Бошњаци               | Бошњаци               |             | 121         | 0,10%       |
| Бугари                | Бугари                |             | 12          | 0,01%       |
| Власи                 | Власи                 |             | 1           | 0,00%       |
| Мађари                | Мађари                |             | 881         | 0,74%       |
| Македонци             | Македонци             |             | 80          | 0,07%       |
| Јевреји               | Јевреји               |             | 10          | 0,01%       |
| Италијани             | Италијани             |             | 73          | 0,06%       |
| Немци                 | Немци                 |             | 93          | 0,08%       |
| Пољаци                | Пољаци                |             | 12          | 0,01%       |
| Роми                  | Роми                  |             | 391         | 0,33%       |
| Румуни                | Румуни                |             | 11          | 0,01%       |
| Руси                  | Руси                  |             | 12          | 0,01%       |
| Русини                | Русини                |             | 10          | 0,01%       |
| Словаци               | Словаци               |             | 34          | 0,03%       |
| Словенци              | Словенци              |             | 102         | 0,09%       |
| Турци                 | Турци                 |             | 2           | 0,00%       |
| Украјинци             | Украјинци             |             | 12          | 0,01%       |
| Црногорци             | Црногорци             |             | 63          | 0,05%       |
| Чеси                  | Чеси                  |             | 6.287       | 5,25%       |
| остали                | остали                |             | 90          | 0,08%       |
| регионална припадност | регионална припадност |             | 10          | 0,01%       |
| верска припадност     | верска припадност     |             | 264         | 0,22%       |
| нераспоређено         | нераспоређено         |             | 18          | 0,02%       |
| неизјашњени           | неизјашњени           |             | 1.003       | 0,84%       |
| непознато             | непознато             |             | 292         | 0,24%       |
| укупно: 119.764       |                       |             |             |             |

Према попису становништва из 2001. године жупанија је имала 133.084 становника (3% становништва Хрватске) са просечном густином насељености од 50 становника/km².
Етнички састав је био следећи: Хрвати 82,6%, Срби 7.1%, Чеси 5,3, Мађари 0,9% % и други. У овој жупанији живи највише припадника чешке националне мањине у Хрватској.
По попису из 1991. године етнички састав је изгледао овако: Хрвати 67,88%, Срби 16,14%, Бошњаци, Албанци, Роми и остали 8,74%, Чеси 5,82%, Мађари 1,40%

#### Број становника по пописима
| година пописа  | 2001.   | 1991.   | 1981.   | 1971.   | 1961.   | 1953.   | 1948.   | 1931.   | 1921.   | 1910.   | 1900.   | 1890.   | 1880.   | 1869.  | 1857.  |
| бр. становника | 133.084 | 144.042 | 149.551 | 157.811 | 167.599 | 170.651 | 166.485 | 173.597 | 162.453 | 163.039 | 150.825 | 130.901 | 101.420 | 95.981 | 84.893 |

## Извор
- ЦД-ром: „Насеља и становништво РХ од 1857-2001. године“, Издање Државног завода за статистику Републике Хрватске, Загреб, 2005.

## Политика
Тренутни жупан је Дамир Бајс, а дожупан Крешо Јелавић.
Скупштина се састоји од 43 посланика:
- Хрватска сељачка странка (HSS) 15
- Хрватска демократска заједниц (HDZ) 9
- Социјалдемократска партија Хрватске (SDP) 8
- Хрватска социјално либерална странка (HSLS) 4
- Хрватска народна странка (HNS) 2
- Хрватски Блок (HB) 4
- независни кандидат 1

## Географија
Бјеловарско-билогорска жупанија се налази у источном делу скупа жупанија средишњег подручја Хрватске. На северу се граничи са Копривничко-крижевачком, на североистоку са Вировитичко-подравском, на југу са Сисачко-мославачком и на западу са Загребачком жупанијом.
Обухвата простор четири карактеристичне географске целине: Билогору (северно и североисточно), граничне масиве Папука и Равне горе (источно), Мославачку гору (југозападно), и долину реке Чесме и Илове (западно, средишње и јужно).
Бјеловарско-билогорска жупанија заузима површину од 2.652 km², што је 3,03% од укупне површине Хрватске и на њеном подручју живи 131.343 становника (према попису из 2001. године), што износи око 3% становништва Хрватске. Средиште жупаније је град Бјеловар са 41.083 становника што чини 31,3% укупног броја становништва жупаније. Бјеловар је политичко, културно и економско средиште жупаније.

## Економија
На подручју Беловарско-билогорске жупаније налазе се значајни извори нафте, земног гаса, кварцног песка, глине и термалних вода. У жупанији је најзаступљенија производња хране и сточарство, што резултује значајном производњом млека и меса.
Сем пољопривреде у жупанији је развијена прехрамбена, дрвна, металопрерађивачка и текстилна индустрија.